# Sortida prohibida
Sortida prohibida (títol original: Exit in Red) és una pel·lícula dramàtica de thriller estatunidenca de 1996 dirigida per Yurek Bogayevicz i protagonitzada per Mickey Rourke, Annabel Schofield, Carré Otis i Anthony Michael Hall. Està doblada al català.

## Argument
El psiquiatre Ed Altman es trasllada a Palm Springs, després del suïcidi d'un dels seus pacients. Està acusat de mala conducta professional i intenta evitar litigis. S'involucra amb una dona casada, l'Ally Mercer, que té els seus propis motius per a la relació amb Altman. Ella planeja, juntament amb el seu altre amant, en Nick, incriminar a l'Ed per l'assassinat del seu marit. Quan l'Ed descobreix que en Nick és còmplice de la conxorxa, li dispara al nas.

## Repartiment
- Mickey Rourke com Ed Altman
- Annabel Schofield com Ally Mercer
- Anthony Michael Hall com Nick
- Carré Otis com Kate
- Hank Garrett com Dr. Wayland
- Robert F. Lyons com detectiu Vollers

## Producció
Tot i que la major part de la pel·lícula té lloc a Palm Springs, la majoria de la pel·lícula no es va rodar allà. El director d'ubicació, Jeff Ritchie, va filmar alguns plans exteriors allà a La Plaza, a causa de l'arquitectura dels anys 40 i 50 que va donar a la pel·lícula una "sensació de cinema negre ".

## Recepció
Robert Firsching d'AllMovie va qualificar la pel·lícula d'"atroç i un fracàs absolut". Firsching va ser molt crític amb Mickey Rourke, i va escriure que "Rourke sembla que estava preparat per a la seva actuació pels departaments de vestuari i maquillatge de l'hospital mental local". També assenyala que per ser un "thriller eròtic", no té cap escena de sexe. Acaba la seva ressenya afirmant que "és difícil concebre que una pel·lícula semiprofessional falli tan completament a tants nivells". The Morning Call li va donar dos estrelles. El Milwaukee Journal Sentinel va escriure "les escenes de sexe es consideren eròtiques només si aconsegueixes bloquejar la meitat de la pantalla de Mick". Pat Jordan va escriure a The New York Times Magazine que la pel·lícula "va ser tan terrible que va passar directament al vídeo, malgrat que l'interès amorós en aquella pel·lícula era aleshores la seva dona".